# Epicausis vaovao
Epicausis vaovao är en fjärilsart som beskrevs av Pierre E.L. Viette 1973. Epicausis vaovao ingår i släktet Epicausis och familjen nattflyn. Inga underarter finns listade i Catalogue of Life.